# انجمن صنفی کارگردانان آمریکا
انجمن صنفی کارگردانان آمریکا (به اختصار DGA) یک صنف سرگرمی است که نشانگر منافع کارگردانان فیلم و تلویزیون در صنعت تصویربرداری ایالات متحده و خارج از این کشور است. این گروه در سال ۱۹۳۶ با نام انجمن صنفی کارگردانان صفحه نمایش تأسیس شد و در سال ۱۹۶۰ به انجمن صنفی کارگردانان رادیو و تلویزیون پیوست تا به انجمن صنفی کارگردانان مدرن آمریکا بدل شود.